# Charles Baring
Pour les articles homonymes, voir Baring.
Charles Thomas Baring (11 janvier 1807 – 14 septembre 1879) est un évêque anglais, noté comme un Évangélique.

## Famille

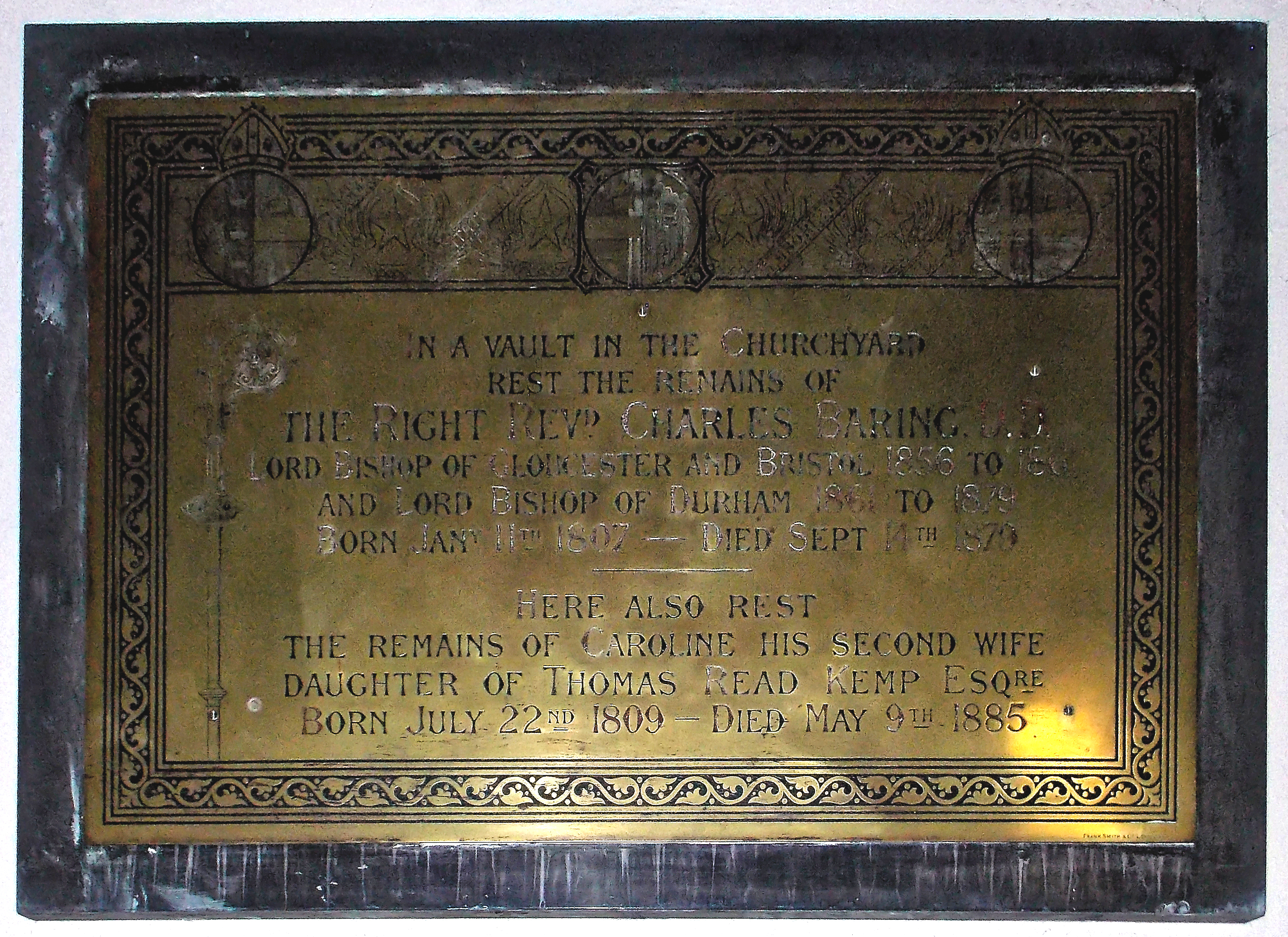
Plaque en laiton, mémorial Charles de Baring

Baring est né dans la famille propriétaire de la banque Barings le 11 janvier 1807, le quatrième fils de Thomas Baring (2e baronnet) et de Mary née Sealy. Éduqué dans sa famille, il étudie les classiques et les mathématiques à Christ Church, à Oxford, avant l'ordination, et est président de l'Oxford Union. Il épouse sa cousine Mary Sealy (qui meurt en 1840) en 1830 et ont Thomas Baring. Il se remarie en 1846 avec Caroline Kemp, avec qui il a d'autres enfants – leur fils Francis est prêtre.

## Carrière
Ordonné diacre le 6 juin 1830, et prêtre le 29 mai 1831 par Richard Bagot, évêque d'Oxford, Baring commence sa carrière ecclésiastique à St Ebbe, d'Oxford avant de prendre le bénéfice de l'Église All Souls, en 1847. Il part à Limpsfield en 1855, mais il est bientôt élu Évêque de Gloucester. Il devient évêque, à une époque où Lord Palmerston, influencé par Anthony Ashley-Cooper (7e comte de Shaftesbury), nomme des évangéliques.
Il est transféré à Durham en 1861, où, comme Évêque de Durham il entre en conflit avec le clergé de la Haute Église. Il suspend Francis Grey, recteur de Morpeth, en tant que doyen rural, pour avoir porté une étole qu'il désapprouve. Il démissionne pour raison de santé, le 2 février 1879 et meurt à Londres le 14 septembre, et est enterré à l'Église Saints-Innocents, dans l'Essex.

## Sources
- Mandell Creighton, ‘Nu, Charles Thomas (1807-1879)’, rév. H. C. G. Matthieu, Oxford Dictionary of National Biography, Oxford University Press, 2004